# Concha (pan)
La concha es una variedad de pan de dulce mexicano. Es llamada así por su semejanza similar con una concha de mar. También conocida popularmente como volcán en algunas regiones de México. Contiene una capa hecha a base de azúcar, manteca y harina en la parte superior, la cual generalmente es blanca (vainilla) o café (chocolate).

## Historia
Cuando los europeos se establecieron en México, empezaron a preparar productos a base de trigo, y con el paso del tiempo, se fueron creando panaderías y pastelerías a lo largo de México.
Los panaderos franceses trajeron sus recetas de brioche, una masa dulce y enriquecida hecha de harina de trigo, levadura, sal, azúcar, leche o agua, huevos y mantequilla. Esta receta es probablemente el origen de las conchas que hoy en día conocemos.

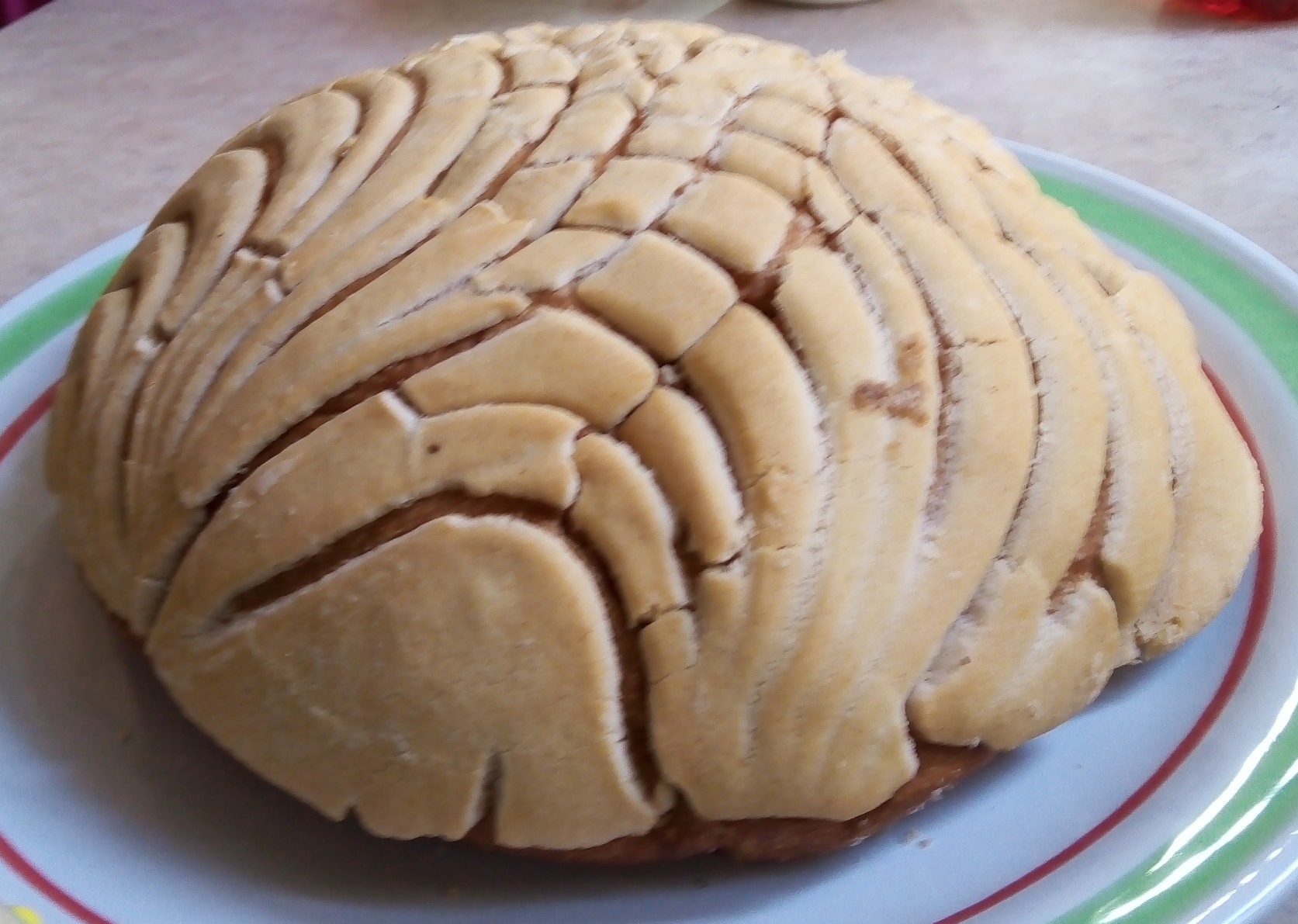

## Preparaciones
En algunas regiones de México, las conchas se rellenan de diversos ingredientes dulces o salados, como de nata o de frijoles.
Generalmente, se consumen con chocolate caliente o café u otra bebida caliente. También se pueden consumir con una bebida fría, como un vaso de leche.

### También otros tipos de conchas
- Mantecada + concha = Manteconcha
- Dona + concha = Doncha
- Puerquito + concha = Puerconcha
- Concha + relleno de queso y zarzamora = Concha Rellena